# Třída Teluk Semangka
Třída Teluk Semangka je třída tankových výsadkových lodí indonéského námořnictva. Celkem bylo postaveno šest jednotek této třídy.

## Stavba
Třídu navrhla a postavila jihokorejská loděnice Korea Tacoma v Masanu. Celkem bylo postaveno šest jednotek.
Jednotky třídy Teluk Semangka:
| Jméno                | Vstup do služby | Status                                            |
| -------------------- | --------------- | ------------------------------------------------- |
| Teluk Semangka (512) | 20. ledna 1981  | vyřazena 24. dubna 2013, potopena jako cvičný cíl |
| Teluk Penyu (513)    | 20. ledna 1981  | vyřazena 16. srpna 2019                           |
| Teluk Mandar (514)   | červenec 1981   | aktivní                                           |
| Teluk Sampit (515)   | červen 1981     | aktivní                                           |
| Teluk Banten (516)   | květen 1982     | aktivní                                           |
| Teluk Ende (517)     | 2. září 1982    | aktivní                                           |

## Konstrukce

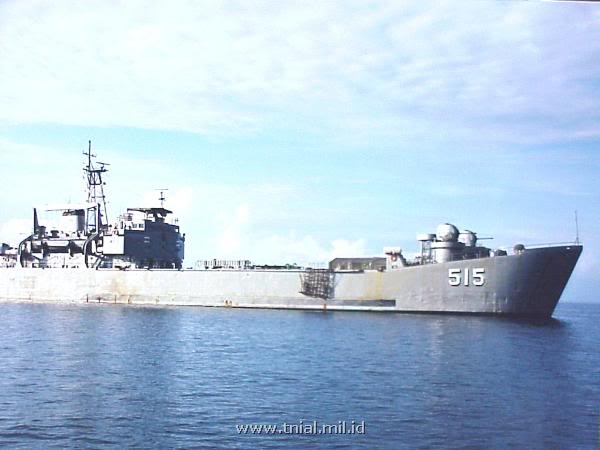
Teluk Sampit (515)

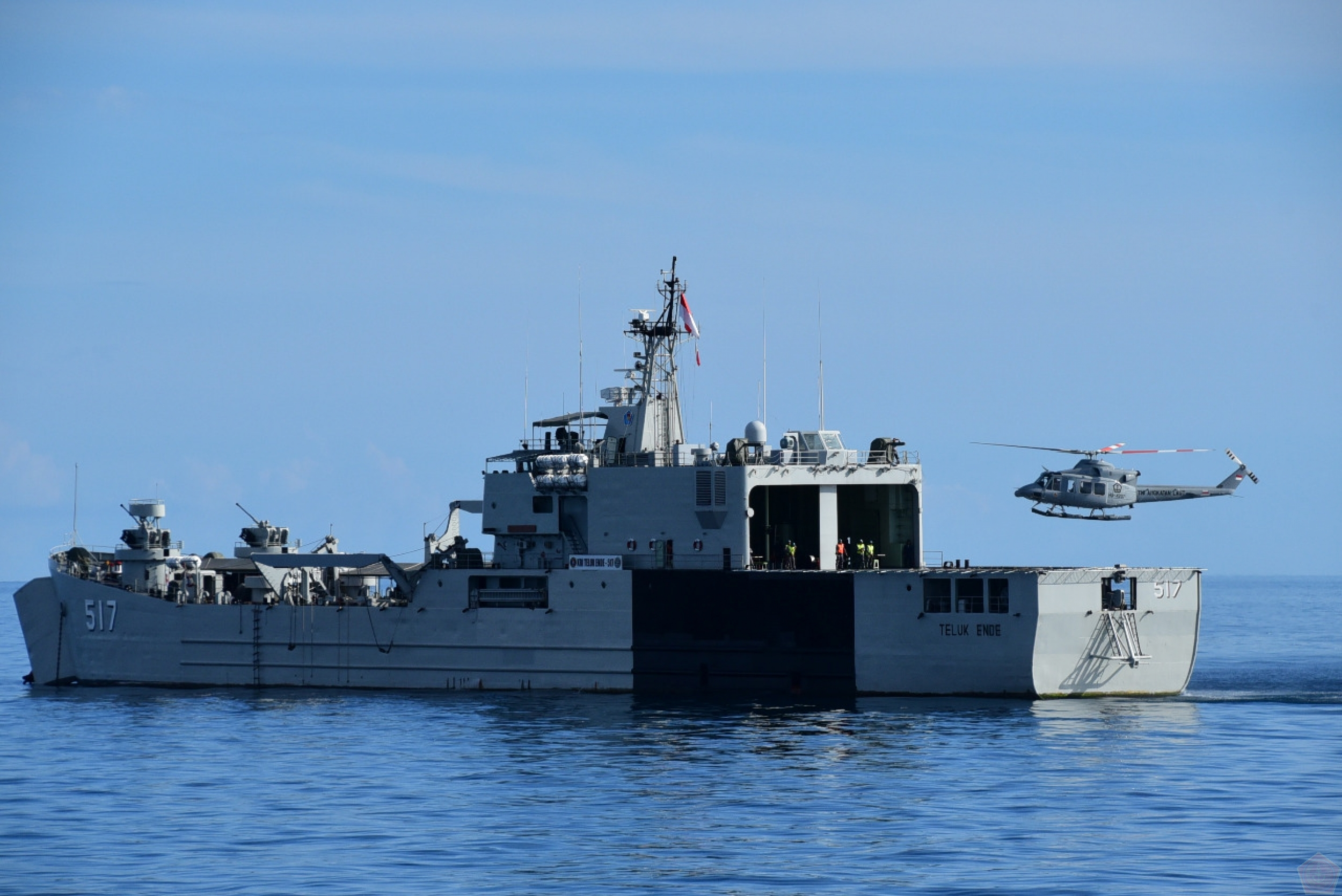
Teluk Ende (517)

Plavidla uvezou 200 vojáků, 17 tanků, nebo až 1800 tun jiného nákladu. Náklad může být vyložen přímo na pláž pomocí příďové rampy. Pěchota může použít dva pěchotní vyloďovací čluny, uložené před můstkem. Plavidla jsou vyzbrojena dvěma až třemi 40mm kanóny Bofors, dvěma 20mm kanóny Rheinmetall Rh 202 a dvěma 12,7mm kulomety. Na zádi nesou přistávací plochu pro vrtulník. Poslední dvě jednotky (516 a 517) jsou navíc vybaveny hangárem pro dva vrtulníky. Pohonný systém tvoří dva diesely, každý o výkonu 2800 hp, pohánějící dva lodní šrouby. Nejvyšší rychlost dosahuje 15 uzlů. Dosah je 7500 námořních mil při rychlosti 13 uzlů.